# Sea Within
《Sea Within》은 패닉의 세 번째 정규음반이다. 이 음반 활동을 끝으로 2005년 패닉 4집이 발매될때까지 이적은 솔로활동을 시작하며 긱스 활동을 병행하게 되고, 김진표 역시 랩으로 구성된 솔로앨범과 노바소닉 활동을 병행하게 된다.

## 수록곡
전체 작곡: 이적
- 전체 편곡: 이적| #             | 제목                                  | 작사                      | 재생 시간 |
| ------------- | ------------------------------------- | ------------------------- | --------- |
| 1.            | 〈Panicillin Shock〉 (Intro)          | 이적                      | 1:28      |
| 2.            | 〈숨은 그림 찾기〉                    | 이적, 김진표              | 3:54      |
| 3.            | 〈내 낡은 서랍 속의 바다〉            | 이적, 김진표              | 6:23      |
| 4.            | 〈태엽장치 돌고래〉                   | 이적, 김진표              | 4:50      |
| 5.            | 〈뿔〉                                | 이적                      | 2:05      |
| 6.            | 〈희망의 마지막 조각〉                | 이적, 김진표              | 5:45      |
| 7.            | 〈단도직입〉                          | 이적, 김진표              | 3:08      |
| 8.            | 〈오기〉                              | 이적, 김진표              | 4:34      |
| 9.            | 〈여행〉                              | 김진표(전반부/후렴: 이적) | 4:41      |
| 10.           | 〈Red Sea Of Red Tea〉 (Instrumental) |                           | 1:54      |
| 11.           | 〈미안해〉                            | 이적                      | 4:37      |
| 12.           | 〈내 낡은 서랍 속의 바다〉 (Edit)     | 이적, 김진표              | 4:58      |
| 총 재생 시간: | 총 재생 시간:                         | 총 재생 시간:             | 48:17     |

## 참여
이 목록은 해당 앨범의 부클릿에서 발췌하였다.
| 패닉 - 이적 - 프로듀서, 보컬, 루프 프로그래밍(1, 3), 피아노(3, 5, 6, 8, 11), 프로그래밍/악기(4), 베이스 기타(5), 오르간(6), 스틸 기타(8), 나일론 기타(8, 11) - 김진표 - 랩 참여 연주자 - 이상민 - 드럼(1~3, 6~10) - 정재일 - 베이스 기타(1~3, 6~9), 기타(2, 7) - 신윤철 - 기타(1, 3) - 신연아 - 백 보컬(1, 3, 9) - 이소은 - 도입부 보컬(2) - PURI - 사물놀이 - 정원영 - 건반(3), 드럼(5), 피아노/오르간(9) - 나보미, 서수원 - 백 보컬(3) - 한상원 - 기타(4, 6, 9), 전기 기타(8) | 스태프 - 이유억(유니버설 스튜디오) - 믹싱 - 김지연, 이유억(유니버설 스튜디오) - 녹음 기술자 - Takeuchi(도시바 EMI Studio Terra) - 마스터링 - 전상일 - 디자인 - 고영준, 강영호 - 사진 - 이혜진, 김은희 - 스타일리스트 - 배명식(By Enterprise) - 이그제큐티브 프로듀서 |